# パーヴェル・フィローノフ

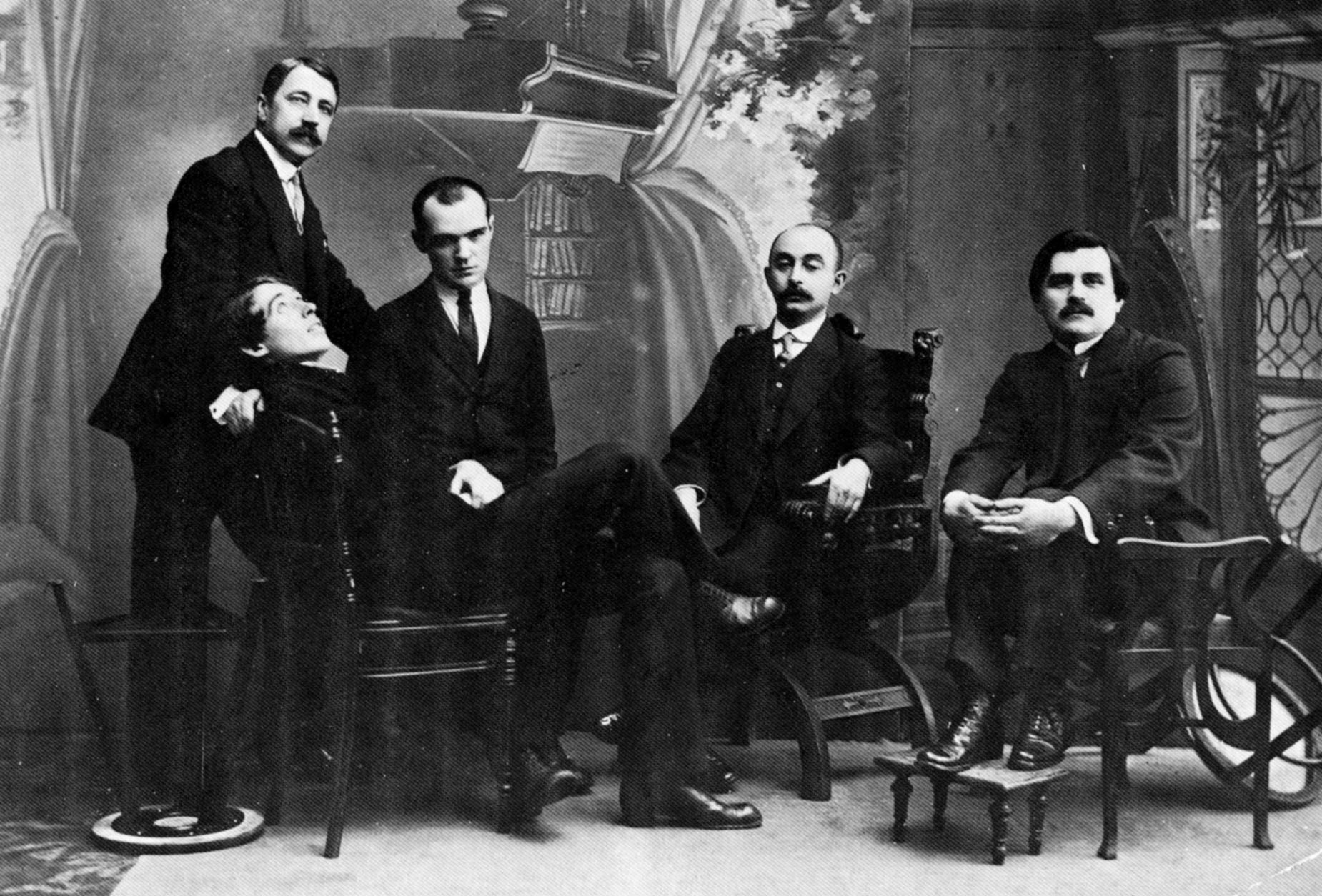
カジミール・マレーヴィチらと
左から3人目がパーヴェル・フィローノフ

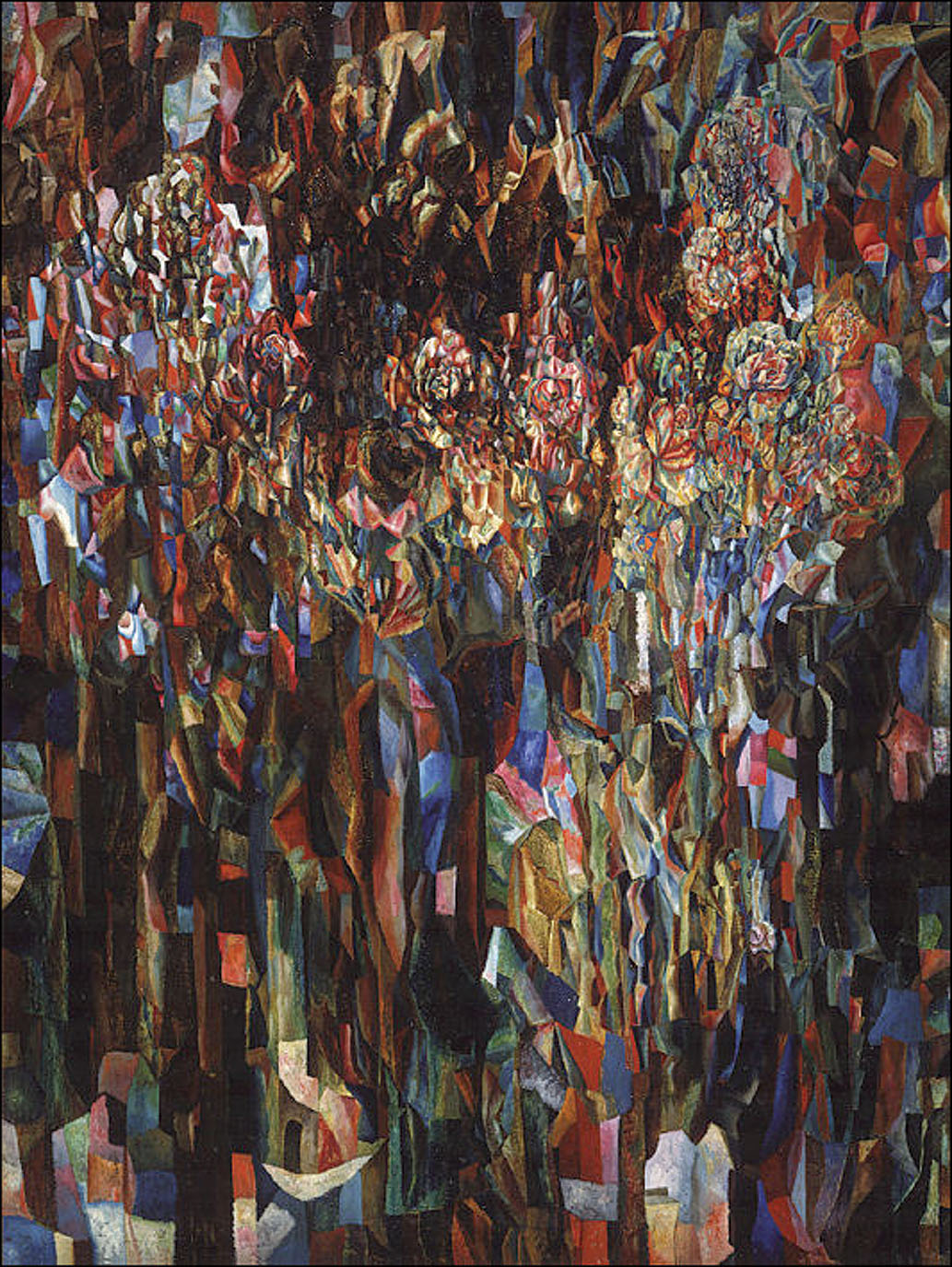
世界的開花, 1915年

パーヴェル・ニコラエヴィチ・フィローノフ（Па́вел Никола́евич Фило́нов, Pavel Nikolayevich Filonov、1883年1月8日 - 1941年12月3日）は、ロシア、ソ連の画家、美術理論家。

## 略歴
1883年、モスクワに生まれる。1887年に父親、1896年に母親を失う。1897年にペテルブルクの姉の嫁ぎ先に移住、活動の拠点とする。1903年頃からアカデミー会員、レフ・ドミートリエフ＝カフカスキーの画塾に通う。1908年から美術アカデミーで学ぶが、1910年、アカデミーを追われる。しかし、この頃から頭角をあらわし、ロシア未来派のグループのひとつ、「青年同盟」に参加、その展覧会に出品。1913年にはマヤコフスキーの悲劇「ウラジーミル・マヤコフスキー」の舞台装置を手掛けた。1914年、マニフェスト「つくられた絵画」を出版。この頃から、いわゆる「分析主義」と呼ばれる、独自の絵画理論に取り組み始める。1916年から1918年にかけて、第一次大戦における軍務に服し、ルーマニア戦線に赴く。1919年、ペトログラード冬宮（現在のエルミタージュ美術館）における「第一回国立自由芸術作品展」に参加、注目を浴びる。1922年、ベルリンにおけるロシア・ソビエト美術展に参加。1923年、マニフェスト「世界的開花宣言」を発表。1925年にはフィローノフ派である「分析的芸術工房（МАИ／マイー）」を結成、以後、様々な舞台装置のデザイン、出版物のデザインや挿絵の制作などを行う。1929年、ロシア美術館で個展が計画されるが、三年間の延期の末、中止させられる。1941年、第二次大戦におけるドイツ軍包囲のレニングラードで死去（58歳）。死因については肺炎とも餓死とも言われる。

## 評価
20世紀初めの30年間余りの間に、爆発的に起こったロシア・アヴァンギャルド運動は、レイヨニスム、シュプレマティスム、構成主義といった、当時の美術の最先端を行く様々な様式を生み出し、その後の世界美術に多大な影響を与えた。中でも、フィローノフの分析主義の特異さは際だっていたものの、旧ソ連の文化政策（社会主義リアリズム路線の採択など）によって黙殺されたこと、彼自身がロシアを去ることをせず、外国での発表活動も少なかったことなどが原因で、彼の作品や思想は長く世界に知られることはなかった。しかし、フィローノフの作品のほとんどは、彼の妹、エヴドキヤ・グレボーヴァによって戦火より救われ、保管されており、1977年にロシア美術館に寄贈された。スターリン死後、一部のロシア・アヴァンギャルド作品は解禁されたが、フィローノフが歴史の表舞台に現れたのは、主にゴルバチョフ政権によるペレストロイカ以降である。現在、ロシアにおけるフィローノフの評価は非常に高く、カジミール・マレーヴィチ、ウラジーミル・タトリンと並ぶ、ロシア・アヴァンギャルド美術の代表的美術家として位置付ける評価がなされている。

## 作品

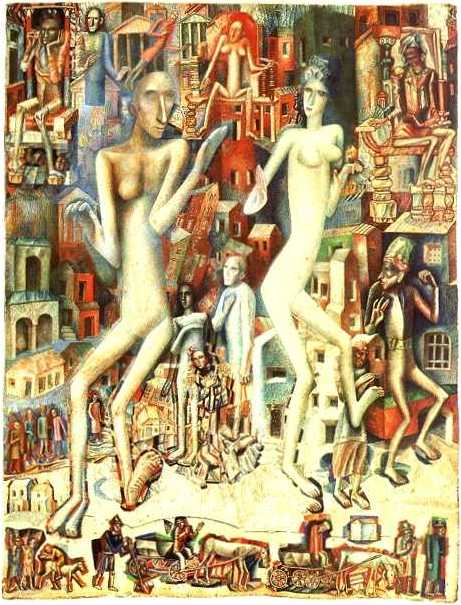
男と女 (1912/1913)
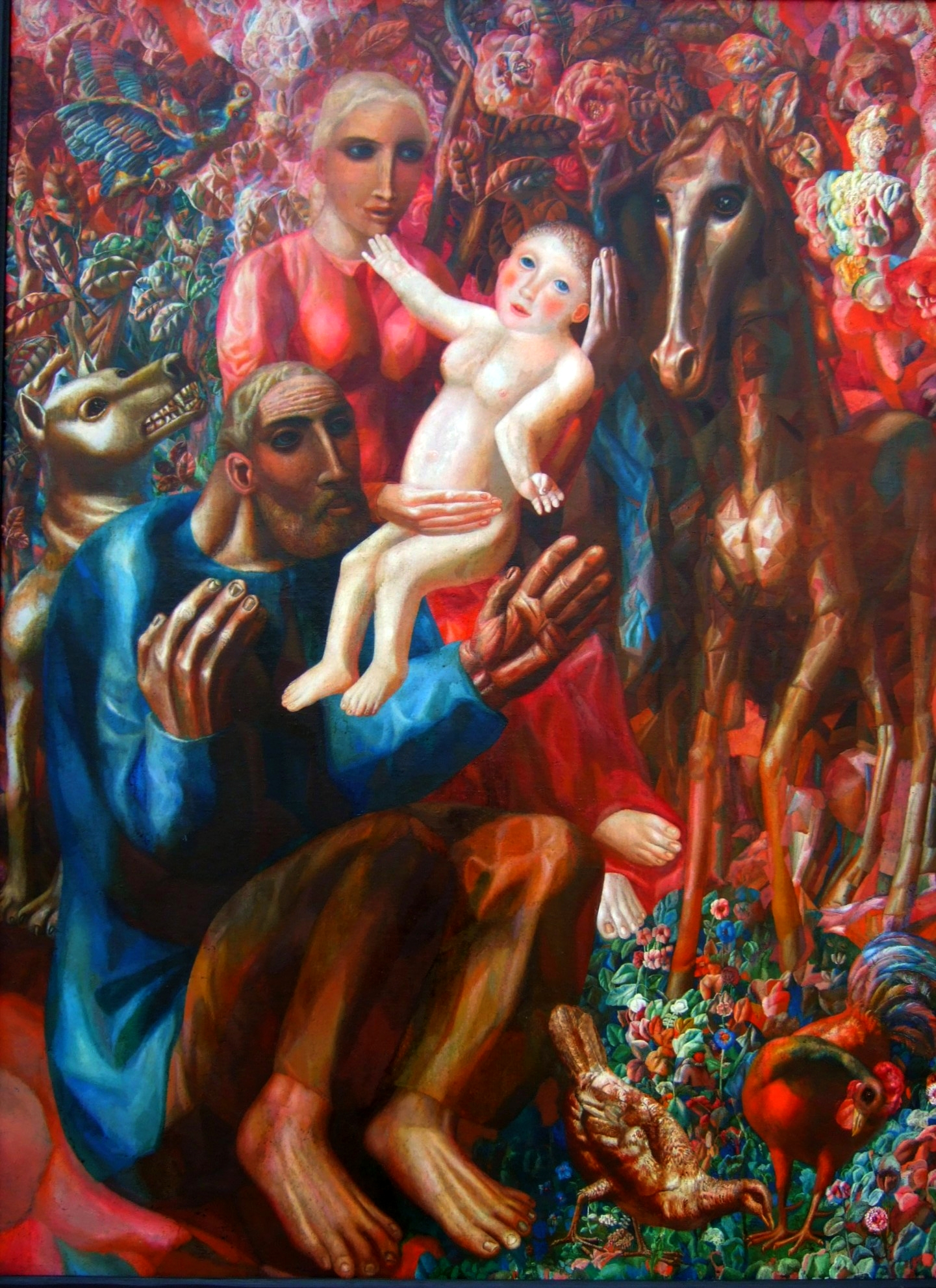
聖家族 (1914)
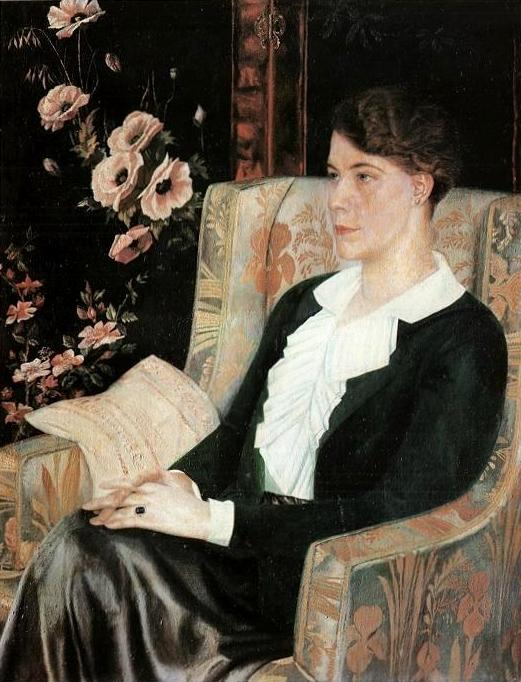
Yevdokia Glebovaの肖像 (1915)
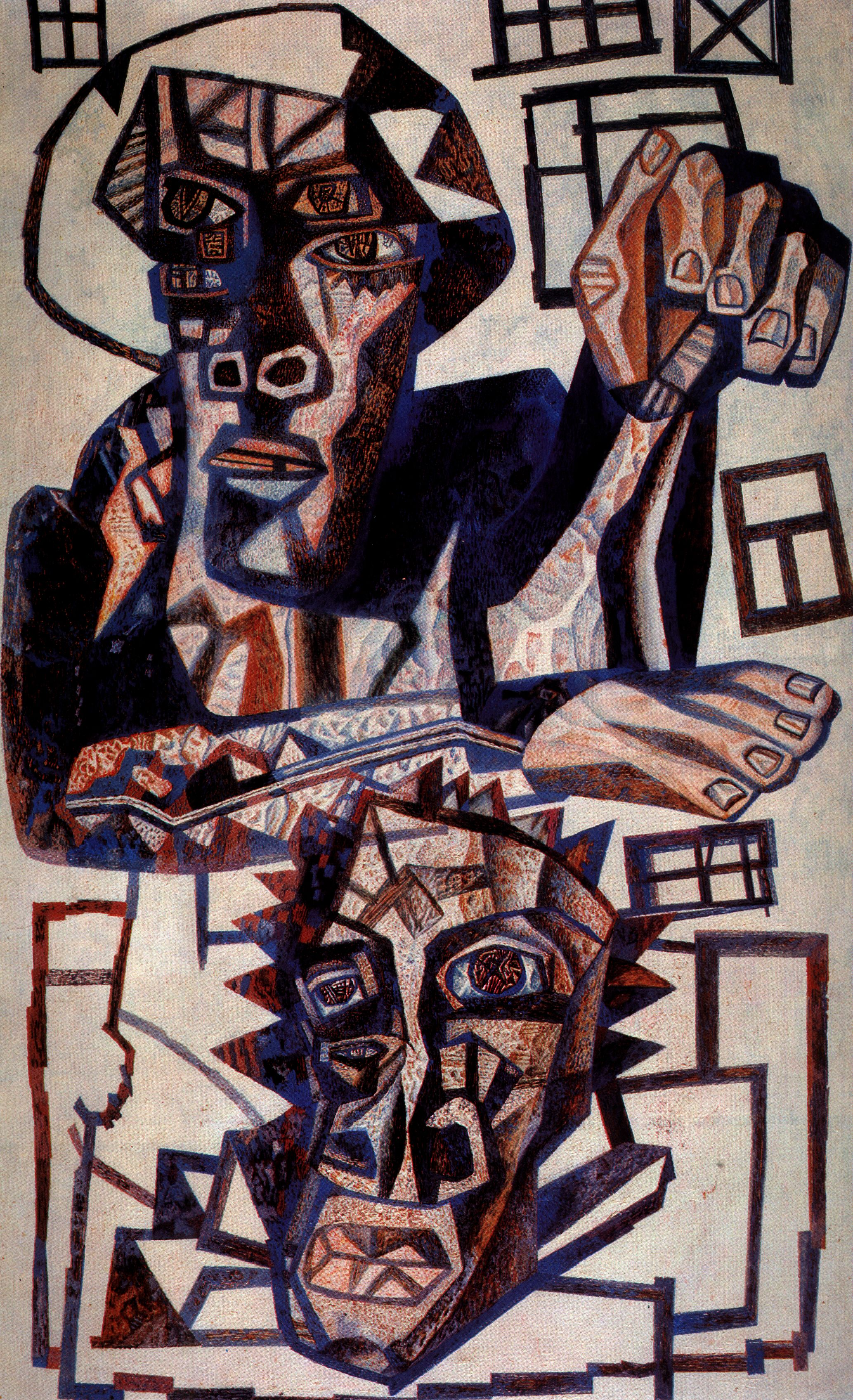
Two Heads. Rabbles (1925)